# Lamprogaster zelotypa
Lamprogaster zelotypa är en tvåvingeart som beskrevs av Friedrich Georg Hendel 1914. Lamprogaster zelotypa ingår i släktet Lamprogaster och familjen bredmunsflugor. Inga underarter finns listade i Catalogue of Life.